# 60150 Zacharias
60150 Zacharias è un asteroide della fascia principale. Scoperto nel 1999, presenta un'orbita caratterizzata da un semiasse maggiore pari a 2,1938341 au e da un'eccentricità di 0,1555235, inclinata di 4,37085° rispetto all'eclittica.